# (33956) 2000 NN3
2000 NN3 (asteroide 33956) é um asteroide da cintura principal. Possui uma excentricidade de 0.20003600 e uma inclinação de 13.95491º.
Este asteroide foi descoberto no dia 3 de julho de 2000 por LINEAR em Socorro.